# نگران نباش (فیلم)
نگران نباش (به انگلیسی: Don't Worry) فیلمی هندی محصول سال ۲۰۱۶ و به کارگردانی دیکی است. در این فیلم بازیگرانی همچون جیوا، کجال آگاروال، بوبی سیمها، سوناینا و یاشیکا آناند ایفای نقش کرده‌اند.